# Краснобаев, Тимофей Петрович
Тимофе́й Петро́вич Красноба́ев (21 февраля [5 марта] 1865 — 11 октября 1952) — советский хирург, один из основоположников детской хирургии, доктор медицинских наук, профессор, академик АМН СССР. Лауреат Сталинской премии I степени (1949), заслуженный деятель науки РСФСР (1935).

## Биография
Родился в Смоленске.
В 1888 году окончил медицинский факультет Московского университета. С 1919 года по 1952 год работал консультантом института туберкулёза АМН СССР.
С 1939 года — руководитель хирургического отделения 1-й Московской детской клинической больницы (тогда Морозовская больница). Преподавал в реальном училище Воскресенского.
Работы Краснобаева были посвящены лечению мочекаменной болезни, острого аппендицита, пилороспазма и острого гематогенного остеомиелита у детей.
Стал основоположником направления консервативного лечения детского костно-суставного туберкулёза — им было предложено несколько новых оригинальных лечебных методик. Впервые в СССР (в 1922 году) произвёл операцию при врождённом пилоростенозе у грудного ребёнка. Стал создателем оригинальной школы врачей — специалистов по костному туберкулёзу.
В 1945 году Краснобаев был избран действительным членом (академиком) АМН СССР. Являлся почётным членом хирургических обществ Москвы и Ленинграда, Общества детских врачей, Общества рентгенологов.
Участник «Суда чести» министерства здравоохранения над профессорами Клюевым и Роскиной (1947), которым было положено начало публичным акциям «борьбы с космополитизмом и низкопоклонством перед Западом».
Скончался 11 октября 1952 года в Москве. Похоронен на Введенском кладбище (8 уч.).

### Труды
Краснобаев стал автором нескольких научных трудов, среди которых наиболее выделяется работа «Костно-суставной туберкулёз у детей», ставшая классической.
- Краснобаев Т. П. Костно-суставной туберкулёз. — М.: Медгиз, 1944. — 228 с.

## Награды и звания
- два ордена Ленина
- орден Трудового Красного Знамени (19.03.1945)
- Сталинская премия I степени в области науки (1949) — за научный труд «Костно-суставной туберкулёз у детей»
- Заслуженный деятель науки РСФСР (1935)

## Память
- На территории 1-й городской клинической больницы в Москве, в сквере рядом с одним из корпусов (4-й Добрынинский переулок, дом 1/9с9, 55°43′32″ с. ш. 37°37′01″ в. д.HGЯO) установлен бронзовый бюст Краснобаева. Скульптор — С. Д. Шапошников, архитектор — В. А. Петров. Бюст был торжественно открыт 30 июня 1956 года[3][4]. (Фото (недоступная ссылка))
- Имя Краснобаева носит костная клиника института туберкулёза, а также хирургическое отделение 1-й городской клинической больницы, причём с 1928 года.